# Camponotus gundlachi
Camponotus gundlachi é uma espécie de inseto do gênero Camponotus, pertencente à família Formicidae.